# Premier Division 2007 (Irlanda)
La stagione 2007 è stata l'ottantasettesima edizione della League of Ireland, massimo livello del calcio irlandese.

## Avvenimenti

### Antefatti
Il campionato vide ai nastri di partenza la defezione dei campioni in carica dello Shelbourne, costretti a iscriversi in seconda divisione a causa di problemi economici: in sostituzione fu ripescato il Waterford United, ultimo classificato l'anno precedente. Come neopromosse furono invece scelti lo Shamrock Rovers (vincitori della FAI First Division) e il Galway United terzo classificato: ciò accese un vespaio di polemiche tra i tifosi del Dundalk che, pur avendo guadagnato sul campo la promozione grazie alla vittoria nei playoff promozione-salvezza contro il Waterford United, si vide revocato l'accesso in massima serie.

## Classifica finale
|  | Pos. | Squadra             | Pt | G  | V  | N  | P  | GF | GS | DR  |
|  | ---- | ------------------- | -- | -- | -- | -- | -- | -- | -- | --- |
|  | 1.   | Drogheda Utd        | 68 | 33 | 19 | 11 | 3  | 48 | 24 | +24 |
|  | 2.   | St Patrick's        | 61 | 33 | 18 | 7  | 8  | 54 | 29 | +25 |
|  | 3.   | Bohemians           | 58 | 33 | 16 | 10 | 7  | 35 | 17 | +18 |
|  | 4.   | Cork City           | 55 | 33 | 15 | 10 | 8  | 44 | 32 | +12 |
|  | 5.   | Shamrock Rovers     | 51 | 33 | 14 | 9  | 10 | 36 | 26 | +10 |
|  | 6.   | Sligo Rovers        | 41 | 33 | 12 | 5  | 16 | 34 | 45 | -11 |
|  | 7.   | Derry City          | 37 | 33 | 8  | 13 | 12 | 30 | 31 | -1  |
|  | 8.   | Galway Utd          | 35 | 33 | 7  | 13 | 13 | 28 | 35 | -7  |
|  | 9.   | Bray Wanderers      | 34 | 33 | 8  | 10 | 15 | 30 | 48 | -18 |
|  | 10.  | UCD                 | 31 | 33 | 7  | 10 | 16 | 31 | 44 | -13 |
|  | 11.  | Waterford United    | 30 | 33 | 7  | 9  | 17 | 23 | 47 | -24 |
|  | 12.  | Longford Town (- 6) | 29 | 33 | 9  | 8  | 16 | 34 | 49 | -15 |

Legenda:

         Campione d'Irlanda e qualificata in UEFA Champions League 2008-2009
         Vincitrice della FAI Cup e qualificata in Coppa UEFA 2008-2009
         Qualificate in Coppa UEFA 2008-2009
         Qualificate in Coppa Intertoto 2008
         Retrocesse in First Division 2008
Note:
Tre punti a vittoria, uno a pareggio, zero a sconfitta.
Longford Town penalizzato di sei punti per irregolarità amministrative.

## Risultati

### Spareggi promozione/salvezza
|               |     |               | Città e data     |
| ------------- | --- | ------------- | ---------------- |
| Finn Harps    | 3-0 | Waterford Utd | 2007             |
|               |     |               |                  |
| Waterford Utd | 3-3 | Finn Harps    | 23 novembre 2007 |

## Statistiche

### Primati stagionali
| Record - Maggior numero di vittorie: Drogheda Utd (19) - Minor numero di sconfitte: Drogheda Utd (3) - Miglior attacco: St Patrick's (54) - Miglior difesa: Bohemians (17) - Miglior differenza reti: St Patrick's (+25) - Maggior numero di pareggi: Derry City e Galway Utd (13) - Minor numero di vittorie: Galway Utd, UCD e Waterford Utd (7) - Maggior numero di sconfitte: Waterford Utd (17) - Peggiore attacco: Waterford Utd (23) - Peggior difesa: Longford Town (49) - Peggior differenza reti: Waterford Utd (-24) | Capoliste solitarie - 3ª-5ª giornata: St Patrick's - 8ª-16ª giornata: St Patrick's - 17ª-33ª giornata: Drogheda Utd |

### Classifica marcatori
| Gol |  |  | Giocatore          | Squadra         |
| --- |  |  | ------------------ | --------------- |
| 19  |  |  | Dave Mooney        | Longford Town   |
| 15  |  |  | Mark Quigley       | St Patrick's    |
| 14  |  |  | Roy O'Donovan      | Cork City       |
| 12  |  |  | Tadhg Purcell      | Shamrock Rovers |
| 11  |  |  | Éamon Zayed        | Drogheda Utd    |
| 11  |  |  | Fahrudin Kudozović | Sligo Rovers    |